# Symplocos sousae
Symplocos sousae là một loài thực vật thuộc họ Symplocaceae. Loài này có ở Costa Rica và México.